# The Broken Pledge
The Broken Pledge è un cortometraggio muto del 1915. Il nome del regista non viene riportato. Fu l'ultimo film che Gloria Swanson - che qui appare accanto a Wallace Beery, il suo primo marito - girò per l'Essanay prima di passare alla Keystone.

## Produzione
Il film fu prodotto dall'Essanay Film Manufacturing Company

## Distribuzione
Distribuito dalla General Film Company, il film - un cortometraggio in una bobina - uscì nelle sale cinematografiche USA il 17 giugno 1915.